# TV4 Fakta
TV4 Fakta er en svensk dokumentarkanal ejet af TV4 AB. Kanalen startede sine sendinger i 2005.
Mange af programmerne stammer fra A&E Television Networks. TV4 Fakta sender fra 15:00 til 01:00. Siden december 2005 er resten af sendepladen blev fyldt ud med kanalen EuroNews. TV4 AB købte en aktiepost i EuroNews i Juni 2006.
TV4 Fakta var den første tv-kanal ejet af TV4 AB der ikke sendte fra Sverige, i stedet sendte den fra Finland hvor reklamelovene er mere liberale. I november 2006 blev en finsk version af kanalen, MTV3 Fakta, lanceret i samarbejde med MTV3.

## Se Også
- Svenske tv-stationer